# Holocaust-Theologie
Der Begriff Holocaust-Theologie bezieht sich auf einen Komplex der theologischen und philosophischen Debatte und Analyse, der sich angesichts der historischen Erfahrung des Holocaust, bei dem sechs Millionen Juden einem Völkermord zum Opfer fielen, mit der Rolle Gottes und des Bösen in der Welt auseinandersetzt. Die Holocaust-Theologie wird auch als Theologie nach Auschwitz bezeichnet mit Bezug auf das Vernichtungslager Auschwitz-Birkenau als Inbegriff des Holocausts.
Judentum, Christentum und Islam lehren traditionell, dass Gott omnipotent (allmächtig), omniszient (allwissend) und omnibenevolent (allgütig) sei. Diese Prämissen werden mit der Tatsache kontrastiert, dass es viel Böses in der Welt gibt. Eine Frage, mit der Monotheisten konfrontiert sind, ist die, inwiefern die Existenz Gottes mit dem Problem des Bösen als vereinbar betrachtet werden kann. In allen monotheistischen Glaubensrichtungen gibt es Lösungsversuche dieser Frage (→ Theodizeen). Angesichts des Ausmaßes des Bösen, das im Holocaust sichtbar wurde, haben viele Theologen und Philosophen die klassischen Sichtweisen dieses Problems neu untersucht und nach einem Gottesbegriff nach Auschwitz gefragt.

## Jüdische Antworten
Hier sind einige der wesentlichen Antworten, die im jüdischen Denken auf den Holocaust gegeben wurden:
1. Eine neue Antwort ist nicht nötig. Der Holocaust ist wie alle anderen schrecklichen Tragödien. Dieses Ereignis drängt uns nur erneut, die Frage zu stellen, warum Böses manchmal guten Menschen widerfährt.
2. Das rabbinische Judentum kennt eine Lehre aus den Büchern der Propheten (Tanach), genannt mi-penei hataeinu, übersetzt „wegen unserer Sünden wurden wir bestraft“. Wenn in biblischer Zeit das jüdische Volk von Übeln befallen wurde, betonten die Propheten, die Leiden seien die natürliche Folge davon, dass Gottes Gebote nicht befolgt werden, so wie Wohlstand, Frieden und Gesundheit die natürlichen Folgen davon sind, dass Gottes Gebote befolgt werden. Deshalb haben einige Vertreter der orthodoxen Gemeinschaft gelehrt, viele jüdische Menschen in Europa seien zutiefst sündhaft gewesen. Nach dieser Sichtweise ist der Holocaust eine gerechte Strafe Gottes.
3. Der Holocaust ist ein Beispiel für die temporäre Gottesfinsternis. Es gibt Zeiten, in denen Gott auf unerklärliche Weise in der Weltgeschichte abwesend ist.
4. Wenn es einen Gott gäbe, hätte er den Holocaust verhindert. Da Gott ihn nicht verhindert hat, hat Gott überhaupt nie existiert.
5. „Gott ist tot.“ Wenn es Gott gäbe, hätte er den Holocaust verhindert. Da Gott ihn nicht verhindert hat, hat Gott sich aus irgendwelchen Gründen von der Welt abgewandt und uns für immer uns selbst überlassen.
6. Schreckliche Ereignisse wie der Holocaust sind der Preis, den wir für den freien Willen zu zahlen haben. Nach dieser Ansicht kann und will Gott sich nicht in die Geschichte einmischen, sonst würde unser freier Wille gewissermaßen aufhören zu existieren. Der Holocaust wirft nur ein schlechtes Licht auf die Menschheit, nicht auf Gott.
7. Der Holocaust ist vielleicht auf gewisse Weise eine Offenbarung Gottes. Dieses Ereignis steht für einen Aufruf zur jüdischen Bekräftigung, um zu überleben.
8. Der Holocaust ist ein Mysterium, das unser Verständnis übersteigt. Er kann eine Bedeutung oder einen Sinn haben, aber wenn dies so ist, überschreitet dieser Sinn das menschliche Fassungsvermögen.
9. Das jüdische Volk ist in der Tat der „leidende Knecht“ aus Jesaja geworden. Das jüdische Volk leidet kollektiv für die Sünden der Welt. Der reformistische Rabbiner Ignaz Maybaum schlug vor, den Holocaust als ultimative Form der stellvertretenden Versöhnung zu sehen.[1]
10. Gott existiert, aber Gott ist nicht allmächtig. Dies entspricht dem offenen Theismus. Alle oben genannten Argumente beruhen auf der Voraussetzung, dass Gott allmächtig sei und den Holocaust hätte verhindern können. Was, wenn dies nicht so ist? Auch nach dieser Sichtweise wirft der Holocaust nur auf die Menschheit ein schlechtes Licht, da sie ihrer moralischen Verantwortung für den Mitmenschen nicht nachgekommen ist, aber nicht auf Gott, der nicht helfen konnte. Somit ist Gott hinsichtlich der Theodizeefrage bezüglich des Genozids an den Juden quasi freigesprochen. Viele Vertreter eines liberalen Judentums vertreten diese Ansicht, unter anderem der Rabbiner Harold Kushner oder der jüdische Philosoph Hans Jonas.
11. Elie Wiesel spricht vom Schweigen, vom Entsetzen und von der Entrechtung Gottes. Und dann: „Jude sein heißt, sämtliche Gründe in der Welt dafür zu haben, keinen Glauben zu haben […] an Gott; aber fortzufahren, die Geschichte zu erzählen […] und meine eigenen stillen Gebete zu haben und meine Auseinandersetzungen mit Gott.“[2]

### Antworten des orthodoxen und ultraorthodoxen Judentums
Viele Anhänger des ultraorthodoxen Judentums sehen die Schuld für den Holocaust darin, dass zahlreiche europäische Juden die jüdischen Traditionen aufgegeben und stattdessen Ideologien wie den Sozialismus, den Zionismus oder andere nicht-orthodoxe jüdische Strömungen angenommen hatten. Andere meinen, Gott habe die Nationalsozialisten geschickt, um die Juden zu ermorden, weil die orthodoxen europäischen Juden nicht genug getan haben, um diese Trends zu bekämpfen, oder weil sie nicht den Zionismus unterstützten. Nach dieser ultraorthodoxen Theodizee waren die Juden Europas Sünder, die es verdient hatten zu sterben, und Gott, der dies erlaubte, handelte richtig und gerecht.
Rabbiner Joel Teitelbaum (Leiter der Satmar-Bewegung) schrieb:

„Wegen unserer Sündhaftigkeit haben wir schwer gelitten, Leiden so bitter wie Wermut, schlimmer als alles, was Israel kannte, seitdem es ein Volk ist… In früheren Zeiten, wann immer Übel Jakob befielen, wurde über die Sache nachgedacht und Gründe wurden gesucht – welche Sünde hat diese Übel hervorgebracht – so dass wir uns bessern und zurückkehren konnten zum Herrn, gesegnet sei sein Name… Aber in unserer Generation müssen wir nicht lange nach der Sünde suchen, die für unsere Misere verantwortlich ist… Die Häretiker haben auf jede erdenkliche Art die Eide gebrochen, um gewaltsam aufzusteigen und Souveränität und Freiheit durch sich selbst zu erlangen, vor der festgesetzten Zeit… (Sie) haben die Mehrheit des jüdischen Volkes in verderbliche Häresie gelockt, wie sie noch nie seit Erschaffung der Welt gesehen ward… Und so ist es kein Wunder, dass der Herr im Zorn einen Schlag austeilte… Und es gab auch gerechte Menschen, die untergingen wegen der Frevel der Sünder und Verführer, so groß war der (göttliche) Zorn.“

Aber auch die umgekehrte Ansicht gibt es: Die Religiösen Zionisten verstehen den Holocaust als kollektive Strafe für die fortgesetzte jüdische Untreue gegenüber dem Land Israel. Rabbiner Mordecai Atiyah war ein führender Vertreter dieser Idee. Zwi Jehuda Kook und seine Schüler vermieden für sich diese harte Position, aber auch sie verbinden den Holocaust mit dem Wiedererkennen von Zion. Kook schreibt: „Wenn das Ende kommt und Israel erkennt es nicht wieder, wird eine grausame göttliche Handlung erfolgen, durch die das jüdische Volk aus seinem Exil entfernt wird.“ Auch hier wird der Holocaust in eine eschatologisch notwendige Abfolge von Ereignissen eingebettet.
Chaim Ozer Grodzinski behauptete 1939, die Verfolgung der Juden durch die Nationalsozialisten beruhe auf den Fehlern der nicht-orthodoxen Juden.
Eliyahu Eliezer Dessler hatte ähnliche Ansichten, die auch in Landaus Buch behandelt werden.
Einige ultraorthodoxe Rabbiner warnen heute, dass Gott einen neuen Holocaust senden würde, wenn man der orthodoxen Interpretation der jüdischen Gesetze nicht folgt. Elasar Menachem Schach, bis zu seinem Tod 2001 Leiter einer litauisch-orthodoxen Jeschiwa in Israel, äußerte diese Warnung am Vorabend des Golfkrieges 1991. Er behauptete, es würde einen neuen Holocaust geben als Strafe für die Vernachlässigung der Religion und die „Entweihung“ des Sabbat in Israel.

### Moderne orthodoxe jüdische Ansichten
Die meisten modernen orthodoxen Juden verwerfen den Gedanken, der Holocaust sei Gottes Fehler gewesen. Moderne orthodoxe Rabbiner wie Joseph Ber Soloveitchik, Norman Lamm, Abraham Besdin, Emanuel Rackman, Eliezer Berkovits und andere haben über dieses Thema geschrieben, viele ihrer Texte sind gesammelt in dem vom Rabbinical Council of America herausgegebenen Band Theological and Halakhic Reflections on the Holocaust (hg. von Bernhard H. Rosenberg und Fred Heuman, Ktav/RCA, 1992).

## Werke wichtiger jüdischer Denker

### Richard Rubenstein
Richard Rubensteins ursprüngliches Werk zu diesem Thema, After Auschwitz, postulierte, die einzig ehrliche intellektuelle Reaktion auf den Holocaust sei die Ablehnung Gottes und die Erkenntnis, dass jegliche Existenz vollkommen sinnlos sei. Es gibt keinen göttlichen Plan oder Sinn, keinen Gott, der seinen Willen der Menschheit offenbart, und Gott kümmert sich nicht um die Welt. Der Mensch muss den Wert seines Lebens selbst erschaffen und behaupten. Diese Ansicht wurde von Juden aller religiöser Ausrichtungen verworfen, aber Rubensteins Bücher waren in den jüdischen Gemeinden der 70er-Jahre eine verbreitete Lektüre.
Seit dieser Zeit hat Rubenstein begonnen, von seiner ursprünglichen Position abzurücken; seine späteren Werke unterstützen eine Form von Deismus, nach der man glauben kann, dass Gott als die Basis für die Realität existiert. Diese späteren Werke beinhalten kabbalistische Ideen über die Natur Gottes.

### Emil Fackenheim
Emil Fackenheim ist bekannt für seine vorsichtige Betrachtungsweise des Holocaust, in dem er eine neue Offenbarung Gottes zu finden glaubt. Für Fackenheim ist der Holocaust ein „epochemachendes Ereignis“. Im Gegensatz zu Richard Rubensteins bekannten Ansichten sagt Fackenheim, die Menschen müssten weiterhin ihren Glauben an Gott und Gottes kontinuierliche Rolle in der Welt bekräftigen. Fackenheim meint, der Holocaust offenbare uns ein neues biblisches Gebot: „Du sollst Hitler keine postumen Siege überlassen!“

### Ignaz Maybaum
Eine Ansicht, die in den jüdischen und christlichen Gemeinschaften nur wenig Anklang fand, vertritt Ignaz Maybaum: Der Holocaust sei die ultimative Form der stellvertretenden Versöhnung. Das jüdische Volk ist tatsächlich der „leidende Knecht“ des Jesaja geworden, es leidet für die Sünden der Welt. Maybaum schreibt: „In Auschwitz litten die Juden stellvertretend für die Sünden der Menschheit.“ Anmerkung: Nach traditionellem christlichem Verständnis tat dies bereits Jesus Christus durch seinen Kreuzestod. Daher ist es verständlich, dass nicht wenige gläubige Christen, wie oben erwähnt, dieser Ansicht eher ablehnend gegenüberstehen. Andere – wie z. B. der Berliner Theologe Friedrich-Wilhelm Marquardt (1928–2002) – sehen darin die Verbundenheit Jesu mit seinem Volk auch im Dienst für die Menschheit bestätigt.

### Eliezer Berkovits
Eliezer Berkovits (1908–1992) meinte, der freie Wille des Menschen hänge davon ab, dass Gott seine Entscheidungen verborgen halte. Wenn Gott sich in der Geschichte offenbaren und die Hand von Tyrannen zurückhalten würde, wäre der freie Wille des Menschen quasi nicht existent.

### Harold Kushner, William Kaufman und Milton Steinberg
Die Rabbiner Harold Kushner, William E. Kaufman und Milton Steinberg glauben, dass Gott nicht allmächtig ist, und deshalb sei er nicht verantwortlich, wenn die Menschen ihren freien Willen missbrauchen. Es gibt daher keinen Widerspruch zwischen der Existenz Gottes und der Ausübung böser Taten durch Teile der Menschheit. Die Vertreter dieser Ansicht berufen sich dabei auch auf klassische jüdische Autoritäten wie Abraham ibn Daud, Abraham ibn Ezra und Gersonides.

### Irving Greenberg
Irving Greenberg ist ein moderner orthodoxer Rabbiner, der ausführlich darüber geschrieben hat, wie der Holocaust die jüdische Theologie beeinflussen sollte. Greenberg hat ein orthodoxes Verständnis von Gott. Wie viele andere orthodoxe Juden glaubt er nicht, dass Gott Menschen dazu zwingt, das jüdische Gesetz zu befolgen; er glaubt vielmehr, das jüdische Gesetz sei Gottes Vermächtnis für das jüdische Volk und die Juden sollten dem jüdischen Gesetz als Norm folgen.
Greenbergs Bruch mit der orthodoxen Theologie geht einher mit seiner Analyse der Implikationen des Holocaust. Er schreibt, das Schlimmste was Gott dem jüdischen Volk antun könnte, weil es seine Gebote nicht befolgt, sei eine holocaustartige Katastrophe – aber genau dies ist geschehen. Greenberg sagt nicht, dass Gott tatsächlich den Holocaust benutzt hat, um die Juden zu bestrafen – er sagt nur, wenn Gott dies beschließen würde, wäre es das schlimmstmögliche Ereignis. Etwas Schlimmeres als der Holocaust ist in der Tat kaum vorstellbar. Deshalb, weil Gott uns mit nichts Schlimmerem bestrafen kann als mit dem, was tatsächlich schon passiert ist, und weil Gott die Juden nicht zwingt, das jüdische Gesetz zu befolgen, können wir nicht behaupten, dass diese Gesetze durchsetzbar seien. Folglich, argumentiert Greenberg, sei der Bund zwischen Gott und dem jüdischen Volk zerbrochen und nicht länger verbindlich.
Greenberg stellt fest, dass es verschiedene schreckliche Katastrophen in der jüdischen Geschichte gegeben habe, und jede von ihnen hatte den Effekt, das jüdische Volk weiter von Gott zu distanzieren. Der rabbinischen Literatur zufolge empfingen die Juden nach der Zerstörung des ersten Tempels in Jerusalem und dem Massenmord an den Jerusalemer Juden keine direkten Prophezeiungen mehr. Nach der Zerstörung des zweiten Tempels und dem damit einhergehenden Massenmord konnten die Juden nicht mehr im Tempel opfern. Dieser Weg zu Gott war nun versperrt. Greenberg vermutet, dass Gott nach dem Holocaust nun die Gebete von Juden nicht mehr erhört.
So hat Gott seinen Bund mit dem jüdischen Volk einseitig aufgekündigt. Nach dieser Ansicht besitzt Gott keine moralische Autorität mehr, um zu verlangen, dass die Menschen seinem Willen folgen sollten. Aber Greenberg schließt daraus nicht, dass die Juden und Gott fortan getrennte Wege gehen sollten; vielmehr meint er, wir sollten den Bund zwischen den Juden und Gott heilen, und das jüdische Volk sollte das jüdische Gesetz auf freiwilliger Basis annehmen.
Greenbergs Ansichten haben harsche Kritik innerhalb des orthodoxen Judentums erregt.

### Menachem Mendel Schneerson
Menachem Mendel Schneerson verwarf alle diese Erklärungen für den Holocaust und schrieb:

„Was für eine größere Einbildung und was für eine größere Herzlosigkeit kann es geben als den Glauben, eine ‚Erklärung‘ für den Tod und die Qual von Millionen unschuldiger Männer, Frauen und Kinder zu wissen? Können wir wirklich annehmen, eine Erklärung, klein genug, um in den begrenzten menschlichen Verstand zu passen, könne ein Grauen von solcher Dimension erklären? Wir können nur eingestehen, dass es Dinge gibt, die jenseits der Grenzen des menschlichen Geistes liegen. Es ist nicht meine Aufgabe, G-tt hier zu rechtfertigen. Nur G-tt selbst kann beantworten, warum er etwas geschehen lässt. Und die einzige Antwort, die wir akzeptieren werden, ist die sofortige und vollständige Erlösung, die für immer das Böse vom Angesicht der Erde verbannt und die innere Güte und Vollendung der Schöpfung G-ttes ans Licht bringen wird.“

Denjenigen, die argumentieren, der Holocaust widerlege die Existenz Gottes oder die göttliche Fürsorge für die Menschen, sagt der Rabbiner:

„Im Gegenteil – der Holocaust hat entschieden jeden möglichen Glauben an eine nur auf den Menschen gegründete Moral widerlegt. Im Vorkriegs-Europa war es das deutsche Volk, das Kultur, wissenschaftlichen Fortschritt und philosophische Moral verkörperte. Und dieses selbe Volk verübte die schlimmsten bekannten Gräueltaten der menschlichen Geschichte! Spätestens der Holocaust hat uns gelehrt, dass eine moralische und zivilisierte Existenz nur möglich ist durch den Glauben an eine göttliche Macht. Unsere Empörung, unsere unablässige Infragestellung Gottes wegen der Ereignisse – dies ist selbst ein starkes Zeugnis für unseren Glauben und unser Vertrauen in seine Güte. Denn wenn wir nicht in unserem Innersten diesen Glauben besitzen würden, worüber sollten wir uns dann empören? Über das blinde Wirken des Schicksals? Die zufällige Anordnung von Quarks, aus denen das Universum besteht? Nur weil wir an Gott glauben, nur weil wir überzeugt sind, dass es Richtig und Falsch gibt, und dass das Richtige am Ende triumphieren muss und wird, nur deswegen rufen wir wie Moses: ‚Warum, mein G-tt, hast du deinem Volk Böses getan?!‘“

Er verwirft entschieden die Ansicht, der Holocaust sei eine Bestrafung für die Sünden dieser Generation, und sagt:

„Die Vernichtung von sechs Millionen Juden auf diese schreckliche Weise, die die Grausamkeiten aller früheren Generationen übertrifft, kann unmöglich eine Bestrafung für Sünden sein. Sogar der Satan selbst könnte keine hinreichende Zahl von Sünden finden, für die ein solcher Genozid angemessen wäre! Es gibt absolut keine rationale Erklärung für den Holocaust, außer dass er ein göttlicher Beschluss war – warum dies geschah, geht über den menschlichen Verstand – aber eindeutig nicht als Bestrafung für Sünden. Im Gegenteil: Alle, die durch den Holocaust ermordet wurden, werden ‚Kedoschim‘ – Heilige – genannt, denn sie wurden ermordet für die Heiligung des Namens G-ttes. Weil sie Juden waren, wird nur G-tt allein ihr Blut sühnen. Wie wir am Sabbat im Av-Harachamim-Gebet sagen: ‚Die heiligen Gemeinden, die ihr Leben für die Heiligung des göttlichen Namens gaben… und Rache für das vergossene Blut deiner Knechte, wie es geschrieben steht in der Tora des Mose… denn er wird das vergossene Blut seiner Knechte rächen… und in der Heiligen Schrift wird gesagt… lass unter den Heiden kundwerden vor unsern Augen die Rache für das vergossene Blut deiner Knechte!‘ Gott beschreibt diejenigen, die als seine Knechte geheiligt werden, und er verspricht, ihr Blut zu rächen. Die Kedoschim stehen so hoch, dass die Rabbiner über sie sagen: ‚Keine Schöpfung kann an ihrer Stelle stehen‘. Dies gilt um so mehr für diejenigen, die im Holocaust getötet wurden, darunter viele der größten europäischen Tora-Gelehrten und gläubigen Juden. Es ist unvorstellbar, den Holocaust als Bestrafung für Sünden darzustellen, besonders wenn es um diese Generation geht, die vorher erwähnt wurde als ‚eine Brandfackel, dem Feuer des Holocaust entrissen.‘“

## Christliche Theologie

### Theologie der Orthodoxie
Die in der christlich-orthodoxen Theologie gängige Sichtweise ist, dass Gott alle Völker und Nationen straft, die sich für Gottes geliebtes Israel halten. Im Einklang mit der Lehre der Kirchenväter wird die Kirche (d. h. die orthodoxe Kirche) als das „Neue Israel“ gesehen. Mit der Erweiterung des von Gott angebotenen Bundes auf alle Völker und Nationen hat Jesus Christus den „Zaun“ zwischen Juden und Heiden „abgebrochen“ (Eph 2,14 ) und somit die Möglichkeit zum allgemeinen Frieden eröffnet. Analog zu der in den Kirchen des Westens diskutierten Theologie nach Auschwitz wird in der Russisch-Orthodoxen Kirche eine „Theologie nach dem Gulag“ diskutiert.

### Evang./Kath. Theologie
Die grundlegende Angewiesenheit christlicher Theologie auf das Judentum und auf die Juden nach Auschwitz hat Berthold Klappert (evang.) beschrieben. Das betrifft a) Das Judentum als Zeuge der Erinnerung. Gegen den ständigen Verdrängungsprozess von Christen und anderen Menschen. b) Die messianische Hoffnung, die Juden und Christen gemeinsam ist in kommender Herrschaft Gottes und Menschensohn, c) Die Erfahrung Gottes und das Reden von Gott. Theodor W. Adorno hat die Frage gestellt, ob man nach Auschwitz noch Gedichte schreiben könne. Milan Machovec hat gefragt, ob man nach Auschwitz noch beten könne. Johann Baptist Metz hat darauf geantwortet: „Wir können nach Auschwitz beten, weil auch in Auschwitz gebetet wurde.“ Metz bezieht sich auf authentische Schilderungen. d) Israel als volkhafte Gottesgemeinde und die Kirche als das ökumenische Gottesvolk sind die beiden Gestalten des einen Gottesvolkes. Dabei ist die Kirche ihrer Bestimmung nach Zeuge der Vorwegnahme des kommenden Reichs in Jesus und muss sich daher von Israel fragen lassen, ob sie „von der Leidenschaft um die Herrschaft Gottes auf Erden erfasst (ist), die sich nicht mit frommen Gefühlen und Gedanken abfinden kann, sondern die den Kampf um das gestaltete, leibhafte Leben bis hin zum Kampf um die rechten Institutionen des gerechten Lohnes, der Fürsorge für die Schwachen, der Entmachtung der Großmacht Geld, aufnimmt.“ e) Die Bestimmung des Auftrags der christlichen Theologie hat eine Dringlichkeit bekommen, indem die messianische Hoffnung drängt zu einem Dienst für die leidende Menschheit.

#### Das Problem der „Verarbeitung“ von Auschwitz
Bei den theologischen Entwürfen, die sich auf Auschwitz beziehen, vermerkt Norbert Reck, rutscht die Chiffre „Auschwitz“ leicht in einen symbolischen Gebrauch hinein (als Beispiel für das Böse, als Signalwort, das einen Paradigmenwechsel anzeigt, als eine „Station“ in der Geschichte der Gewalt, als Höhepunkt in einer „Reihe der Opfer“). In solchen Begriffen wird nichts vom Selbstbewusstsein der unmittelbar Betroffenen und nichts von ihrem Erleben sichtbar. Die Betroffenen sind damit in Gefahr, zum einen sehr summarisch gesehen zu werden, zum anderen zumindest tendenziell auf einen Opferstatus fixiert zu werden.
Die theologischen Erwägungen sind in Gefahr, ihren Antwortcharakter zu verlieren und aus Auschwitz ein theologisches Prinzip zu machen, Auschwitz auf den Begriff zu bringen. Dagegen ist vor aller theologischen Reflexion auf die Stimmen der Opfer der Shoah zu hören. Diese Stimmen sind in Tagebuchaufzeichnungen, Chroniken, Briefen, Kassibern erhalten (neben anderen sind hier zu nennen: Chaim Kaplan, Eugène Heimler, Robert Antelme, Elie Wiesel). Diese Stimmen müssen der Ausgangspunkt aller Reflexion sein.
Friedrich-Wilhelm Marquardt lokalisiert das Problem der fraglich gewordenen Gottesrede am Unterschied zwischen Systematik und Dogmatik. Systematisches Denken geschieht in Abstraktionen, Prinzipien und daraus folgenden Ableitungen. Dagegen kennt die Dogmatik eher das hier angezeigte, hoffende „Amen“. Dogmatisches Denken bleibt offen für die Irritationen und Infragestellungen der Geschichte. Anders als durch Erzählen unserer Geschichte ante und post Auschwitz werden wir zu keiner wahren Erkenntnis Gottes mehr kommen.
Johann Baptist Metz (röm.-kath.) hat als einfachen Maßstab für eine christliche Theologie nach Auschwitz formuliert: Ich gebe „meinen Studenten ein scheinbar sehr einfaches, aber eigentlich höchst anspruchsvolles Kriterium zur Beurteilung der theologischen Szene an die Hand: Fragt euch, ob die Theologie, die ihr kennenlernt, so ist, dass sie vor und nach Auschwitz eigentlich die gleiche sein könnte. Wenn ja, dann seid auf der Hut!“
„Ich halte jede christliche Theodizee (also jeden Versuch der sogenannten ‚Rechtfertigung Gottes‘) und jede Rede von ‚Sinn‘ im Angesichte von Auschwitz, die außerhalb oder oberhalb dieser Katastrophe ansetzt, für Blasphemie. Sinn, gar göttlichen, gibt es da für uns nur insoweit anzurufen, als er auch in Auschwitz selbst nicht preisgegeben wurde. Das aber heißt, dass wir Christen um unserer selbst willen fortan auf die Opfer von Auschwitz angewiesen sind – und zwar in einem geradezu heilsgeschichtlichen Bündnis, wenn das Wort ‚Geschichte‘ in dem christlichen Wort ‚Heilsgeschichte‘ einen bestimmten Sinn behalten und nicht nur als Vorwand für eine triumphalistische Heilsmetaphysik fungieren soll, die niemals aus Katastrophen lernt, nie in Katastrophen sich wendet, weil es für sie solche Sinnkatastrophen eigentlich gar nicht gibt.“

In besonders ausdrücklicher Weise haben sich – neben anderen – auch diese Theologen auf Auschwitz bezogen:
- Hans Joachim Iwand (evang.)[20]
- Walther Zimmerli (evang.)[21]
- Jürgen Moltmann (evang.)
- Dorothee Sölle (evang.)
- Franz Mußner (röm.-kath.)
- Tiemo Rainer Peters (röm.-kath.)